# Nyitra ostroma (1664)
Nyitra ostroma 1664. április 17-étől egészen május 3-áig tartott. A várat a törökök védték a Jean-Louis Raduit de Souches vezette osztrák csapatokkal szemben.

A török elleni 1663-1664-es háború fő hadszíntere a Dél-Dunánátúlon volt, mivel a török főhaderő a Rába feletti ellenőrzést akarta megszerezni. Addig északon, a Felvidéken a francia de Souchest bízták meg hadműveletek folytatásával és parancsba adták neki, hogy március végéig mindenképp vegye blokád alá Nyitrát. Ezt de Souches végrehajtotta és a törökök két hét múlva már kapituláltak. A következő lépésben Léva került keresztény kézre, s szétverték a váradi pasa seregét is. Július vége felé a két elvesztett erősséget az esztergomi pasa megpróbálta visszaszerezni, de vereséget szenvedett.

## Előzmények
Nyitrát 1663. október 12-én foglalta el Gházi Husszein vezetésével egy török sereg. A vár védői rövid harc után kapituláltak a pasának, így az komolyabb ellenállás nélkül bevette az erősséget. A nyitrai püspökség és a nyitrai vár tiszttartója, szenterzsébeti Terjék János volt, Zala vármegye volt adószedője, aki egyben Szelepcsényi György nyitrai püspök szervitora, és rokona (egy évvel később, 1664. november 4.-én, I. Lipót magyar király, kegyelmet adott Terjék Jánosnak a Nyitra vár feladásával elkövetett hűtlensége miatt).
A következő év telén a francia de Souches, a magyar, illetve lengyel csapatok közreműködésével hadműveleteket hajtott végre a Felvidéken, amik részint elterelő célt szolgáltak, amíg a horvát bán Zrínyi Miklós a Dráva mentén vezette a főerőket.

## A vár visszafoglalása
Nyitra visszavételére de Souches és Koháry István vezetésével egy 16 000 fős sereg vonult, amelyből körülbelül 2-3000 katona volt magyar. Nyitrát Husszein vezetésével 1000 török védte.
Az első rohamot a vár török védői kivédték, mire de Souches a vár folyamatos ágyúzására tért át, amely nagymértékben zavarta a törököket, ezért a Felső- és Alsóvárost felgyújtották. A vár lövetése még három napig tartott, s falak egy része teljesen leomlott, de a törökök nem adták meg magukat.
A várban tartózkodó érsekújvári pasa Kurd Mehmed kísérletet tett 300 lovassal a kitörésre, ami sikerült neki, de katonái többsége elveszett a harcban.
De Souches aztán erősítést kapott, s ekkor a várvédők tárgyalni kezdtek a megadásról. A tábornokkal a szabad elvonulás feltételében egyeztek meg, s április 18-án a megmaradt török katonaság, 400 lovas és 200 gyalogos távozott Nyitráról.

## Nyitra az ostrom után
A várban de Souches 800 katonát és néhány száz lovast hagyott helyőrségül.
De Souches azt tervezte, hogy a lerombolt falakat helyreállítja. Paris von Spankau, akit a vár kapitányának tett meg, azt tanácsolta rombolják le az Alsóvárost, egyrészt stratégiai okból, másrészt innen szerezhetnének a helyreállítási munkálatokhoz építőanyagot. Wesselényi Ferenc nádor kérésére de Souches tábornok végül letett erről a tervéről.
Nyitra a vasvári béke után is a Királyi Magyarország területén maradt. A város püspöke Pálffy Miklós 1669-ben elkezdte a vár megerősítését, mert félt, hogy újabb török támadás érné. Így új, nagyobb falak építésére került sor, amiket 1673-ban fejeztek be.